# Campionati mondiali di nuoto in vasca corta 2018 - 200 metri stile libero femminili
La gara dei 200 metri stile libero femminili dei campionati mondiali di nuoto in vasca corta 2018 si è svolta l'11 dicembre 2018. Al mattino si sono svolte le batterie, mentre la finale si è disputata nel pomeriggio.

## Podio
| Pos. | Atleta            | Nazione     |
| ---- | ----------------- | ----------- |
|      | Ariarne Titmus    | Australia   |
|      | Mallory Comerford | Stati Uniti |
|      | Femke Heemskerk   | Paesi Bassi |

## Record
Prima della manifestazione il record del mondo (RM) e il record dei Campionati mondiali (RC) erano i seguenti.
|  | 1'50"43 | Sarah Sjöström | 12 agosto 2017 Eindhoven |
|  | 1'50"78 | Sarah Sjöström | 7 dicembre 2014 Doha     |

Durante la competizione non sono stati migliorati record.

## Risultati

### Batterie
| Pos. | Batteria | Corsia | Atleta                 | Nazionalità                   | Tempo   | Note |
| ---- | -------- | ------ | ---------------------- | ----------------------------- | ------- | ---- |
| 1    | 4        | 1      | Mallory Comerford      | Stati Uniti                   | 1'52"52 | Q    |
| 2    | 4        | 5      | Ariarne Titmus         | Australia                     | 1'52"66 | Q    |
| 3    | 5        | 5      | Veronika Andrusenko    | Russia                        | 1'54"11 | Q    |
| 4    | 5        | 4      | Femke Heemskerk        | Paesi Bassi                   | 1'54"16 | Q    |
| 5    | 5        | 3      | Michelle Coleman       | Svezia                        | 1'54"22 | Q    |
| 6    | 6        | 4      | Federica Pellegrini    | Italia                        | 1'54"46 | Q    |
| 7    | 4        | 4      | Wang Jianjiahe         | Cina                          | 1'54"63 | Q    |
| 8    | 6        | 3      | Barbora Seemanová      | Rep. Ceca                     | 1'54"82 | Q    |
| 9    | 6        | 2      | Manuella Lyrio         | Brasile                       | 1'54"87 |      |
| 9    | 5        | 5      | Yang Junxuan           | Cina                          | 1'54"87 |      |
| 11   | 6        | 6      | Larissa Oliveira       | Brasile                       | 1'54"88 |      |
| 12   | 5        | 2      | Chihiro Igarashi       | Giappone                      | 1'55"21 |      |
| 13   | 4        | 0      | Annika Bruhn           | Germania                      | 1'55"31 |      |
| 14   | 4        | 3      | Anastasija Guženkova   | Russia                        | 1'55"44 |      |
| 15   | 4        | 2      | Leah Smith             | Stati Uniti                   | 1'55"52 |      |
| 16   | 5        | 6      | Tomomi Aoki            | Giappone                      | 1'55"60 |      |
| 17   | 4        | 6      | Carla Buchanan         | Australia                     | 1'55"64 |      |
| 18   | 5        | 1      | Katja Fain             | Slovenia                      | 1'56"71 |      |
| 19   | 5        | 7      | Erica Musso            | Italia                        | 1'56"85 |      |
| 20   | 6        | 7      | Reva Foos              | Germania                      | 1'56"91 |      |
| 21   | 4        | 8      | Elisbet Gámez Matos    | Cuba                          | 1'58"37 |      |
| 22   | 6        | 1      | Marlene Kahler         | Australia                     | 1'58"65 |      |
| 23   | 6        | 0      | Diana Durães           | Portogallo                    | 1'59"30 |      |
| 24   | 6        | 8      | Boglárka Kapás         | Ungheria                      | 1'59"41 |      |
| 25   | 6        | 9      | Laura Benková          | Slovacchia                    | 1'59"87 |      |
| 26   | 5        | 0      | Paige Flynn            | Nuova Zelanda                 | 1'59"97 |      |
| 27   | 5        | 9      | Natthanan Junkrajang   | Thailandia                    | 2'00"30 |      |
| 28   | 4        | 7      | Ho Nam Wai             | Hong Kong                     | 2'00"49 |      |
| 29   | 4        | 9      | Ieva Maluka            | Lettonia                      | 2'01"01 |      |
| 30   | 3        | 3      | Ines Marin             | Cile                          | 2'01"16 |      |
| 31   | 3        | 1      | Rachel Tseng           | Singapore                     | 2'01"31 |      |
| 31   | 5        | 5      | Jasmine Alkhaldi       | Filippine                     | 2'01"31 |      |
| 33   | 3        | 4      | McKeena de Bever       | Perù                          | 2'01"50 |      |
| 34   | 5        | 8      | Selen Özbilen          | Turchia                       | 2'01"67 |      |
| 35   | 3        | 7      | Lamija Medošević       | Bosnia ed Erzegovina          | 2'03"03 |      |
| 36   | 3        | 2      | Shivani Kataria        | India                         | 2'03"70 |      |
| 37   | 1        | 7      | Enkhkhuslen Batbayar   | Mongolia                      | 2'04"84 |      |
| 38   | 3        | 0      | Elizaveta Rogozhnikova | Kirghizistan                  | 2'05"41 |      |
| 39   | 3        | 8      | Nicole Rautemberg      | Paraguay                      | 2'05"47 |      |
| 40   | 3        | 6      | Gabriela Santis        | Guatemala                     | 2'05"76 |      |
| 41   | 3        | 9      | Ani Poghosyan          | Armenia                       | 2'06"75 |      |
| 42   | 2        | 9      | Mya Azzopardi          | Malta                         | 2'06"77 |      |
| 43   | 2        | 7      | Nadia Tudo Cubells     | Andorra                       | 2'07"63 |      |
| 44   | 1        | 3      | Karla Abarca           | Nicaragua                     | 2'09"14 |      |
| 45   | 2        | 5      | Leedia Alsafadi        | Giordania                     | 2'11"17 |      |
| 46   | 2        | 2      | Lorna Doorman          | Zimbabwe                      | 2'12"83 |      |
| 47   | 2        | 4      | Tinatin Kevlishvili    | Georgia                       | 2'13"74 |      |
| 48   | 2        | 3      | Lidia Boguslawska      | Isole Vergini Americane       | 2'13"89 |      |
| 49   | 1        | 6      | Inana Suleiman         | Siria                         | 2'14"43 |      |
| 50   | 1        | 4      | Thimali Bandera        | Sri Lanka                     | 2'14"83 |      |
| 51   | 2        | 8      | Bianca Mitchell        | Antigua e Barbuda             | 2'15"17 |      |
| 52   | 1        | 5      | Araoluwa Oyetunji      | Nigeria                       | 2'16"23 |      |
| 53   | 2        | 6      | Eleonora Singsombath   | Laos                          | 2'20"13 |      |
| 54   | 1        | 2      | Charissa Panuve        | Tonga                         | 2'27"08 |      |
| 55   | 2        | 1      | Jin Ju Thompson        | Isole Marianne Settentrionali | 2'27"89 |      |
| 56   | 2        | 0      | Amanda Poppe           | Guam                          | 2'36"63 |      |

### Finale
| Pos. | Corsia | Atleta              | Nazionalità | Tempo   | Note |
| ---- | ------ | ------------------- | ----------- | ------- | ---- |
|      | 5      | Ariarne Titmus      | Australia   | 1'51"38 |      |
|      | 4      | Mallory Comerford   | Stati Uniti | 1'51"81 |      |
|      | 6      | Femke Heemskerk     | Paesi Bassi | 1'52"36 |      |
| 4    | 7      | Federica Pellegrini | Italia      | 1'53"18 |      |
| 5    | 1      | Wang Jianjiahe      | Cina        | 1'53"23 |      |
| 6    | 2      | Michelle Coleman    | Svezia      | 1'53"83 |      |
| 7    | 3      | Veronika Andrusenko | Russia      | 1'54"26 |      |
| 8    | 8      | Barbora Seemanová   | Rep. Ceca   | 1'54"82 |      |